# Le Beaucet
Pour les articles homonymes, voir Beaucet.
Le Beaucet est une commune française située dans le département de Vaucluse, en région Provence-Alpes-Côte d'Azur. Le village se situe à l'extrémité nord-ouest des Monts de Vaucluse.
Le village, composé de petites ruelles, est perché sur des rochers abrupts percés de grottes. Le centre du Beaucet est exclusivement réservé aux piétons, ce qui permet de s'y promener dans le calme et la paix à l'ombre des platanes ou des cyprès.
Constituant l'une des représentations historiques de villages perchés provençaux, Le Beaucet est essentiellement constitué de constructions en pierre calcaire. On dénombre aussi plusieurs maisons dites troglodytes, construites à même le rocher.
La commune, plutôt de forme longitudinale orientée nord/sud, a sa partie la plus basse dans la plaine autour de Saint-Didier au nord et sa partie la plus haute au sud, sur les monts de Vaucluse.
Ses habitants sont les Beaucetains et les Beaucetaines.

## Toponymie
Le nom de Beaucet vient de Baus, en provençal « la falaise ». Son emplacement stratégique dans les monts de Vaucluse permet de surveiller les alentours.
Le Beaucet est cité en 1160 sous les noms de Balcium et Beaucetum.

## Histoire
Occupation au néolithique du Fraichamps (abris sous roche ; silex, fragments de poterie et d'outils retrouvés).
La seigneurie des évêques de Carpentras, est passée aux Gualteri de 1690 à la Révolution.
Le 16 mai 1127, à la mort de saint Gens, son corps est déposé près d'un rocher au cœur du vallon où une chapelle romane sera élevée vers le milieu du XIIe siècle. Au XVIIe siècle, ses reliques sont transportées dans l'église du Beaucet.
Le château, construit pour être une forteresse des terres du comte de Toulouse, puis de l'État pontifical, possède quatre tours crénelées. Il résiste, en 1573, aux attaques des troupes réformées qui dévastent alors la chapelle Saint-Étienne, située hors les murs. Le château est restauré au XVIIe siècle. En 1690, en raison des trop importants frais d'entretien qu'il nécessite, le cardinal Marcel de Duras cède le château à François de Gualtéri, qui adjoint le nom du village à son patronyme.
En 1784 le château est à nouveau détruit par un incendie provoqué par la foudre.
Le village est un lieu de culture de la garance au XIXe siècle.
Pendant la Seconde Guerre mondiale, plusieurs résistants se sont cachés dans le maquis qui entoure la commune du Beaucet. Le 2 août 1944, plusieurs d'entre eux sont exécutés au hameau de Barbarenque. Tous les ans, à cette date, un hommage leur est rendu devant le monument aux morts du village.
En 1972, les reliques de saint Gens sont retournées dans l'église de son ermitage.
En 2012, une partie du château qui surplombe le village a été restaurée. Elle accueille une salle de conférences ainsi qu'un espace d'exposition.

### Héraldique
| Blason de Le Beaucet | Blason  | De gueules aux trois besants d'argent, au chef d'or. |
| Blason de Le Beaucet | Détails | Lors de la réfection des remparts, Geoffroy III de Vaisols, évêque de Carpentras de 1347 à 1374, fait porter ses armes aux deux portes de la ville. Elles deviennent alors les armes du village. Le statut officiel du blason reste à déterminer. |

## Géographie

### Localisation
La commune se situe sur la route départementale 39, à quatre kilomètres environ de Saint-Didier. Elle est accolée aux monts de Vaucluse sur leur extrémité ouest à proximité des communes de La Roque-sur-Pernes, de Pernes-les-Fontaines, de Saint-Didier et de Venasque. Au sud, la commune jouxte les villages de Saumane-de-Vaucluse, Fontaine-de-Vaucluse, Gordes et la vallée du Luberon.

### Hydrographie
La Barbara y passe.

### Sismicité
À l'exception des cantons de Bonnieux, Apt, Cadenet, Cavaillon, et Pertuis classés en zone Ib (risque faible), tous les cantons du département de Vaucluse sont classés en zone Ia (risque très faible). Ce zonage correspond à une sismicité ne se traduisant qu'exceptionnellement par la destruction de bâtiments.

### Climat
Pour des articles plus généraux, voir Climat de Provence-Alpes-Côte d'Azur et Climat de Vaucluse.
En 2010, le climat de la commune est de type climat méditerranéen franc, selon une étude du Centre national de la recherche scientifique s'appuyant sur une série de données couvrant la période 1971-2000. En 2020, Météo-France publie une typologie des climats de la France métropolitaine dans laquelle la commune est exposée à un climat méditerranéen et est dans la région climatique  Provence, Languedoc-Roussillon, caractérisée par une pluviométrie faible en été, un très bon ensoleillement (2 600 h/an), un été chaud (21,5 °C), un air très sec en été, sec en toutes saisons, des vents forts (fréquence de 40 à 50 % de vents > 5 m/s) et peu de brouillards. 
Pour la période 1971-2000, la température annuelle moyenne est de 13 °C, avec une amplitude thermique annuelle de 17,3 °C. Le cumul annuel moyen de précipitations est de 733 mm, avec 6 jours de précipitations en janvier et 2,7 jours en juillet. Pour la période 1991-2020, la température moyenne annuelle observée sur la station météorologique de Météo-France la plus proche, « Cabrières d'Avignon », sur la commune de Cabrières-d'Avignon à 10 km à vol d'oiseau, est de 14,0 °C et le cumul annuel moyen de précipitations est de 696,9 mm. 
La température maximale relevée sur cette station est de 43,2 °C, atteinte le 28 juin 2019 ; la température minimale est de −15,2 °C, atteinte le 7 janvier 1985,,. 
Les paramètres climatiques de la commune ont été estimés pour le milieu du siècle (2041-2070) selon différents scénarios d'émission de gaz à effet de serre à partir des nouvelles projections climatiques de référence DRIAS-2020. Ils sont consultables sur un site dédié publié par Météo-France en novembre 2022.

## Urbanisme

### Typologie
Au 1er janvier 2024, Le Beaucet est catégorisée commune rurale à habitat dispersé, selon la nouvelle grille communale de densité à sept niveaux définie par l'Insee en 2022.
Elle est située hors unité urbaine. Par ailleurs la commune fait partie de l'aire d'attraction de Carpentras, dont elle est une commune de la couronne,. Cette aire, qui regroupe 21 communes, est catégorisée dans les aires de 50 000 à moins de 200 000 habitants,.

### Occupation des sols
L'occupation des sols de la commune, telle qu'elle ressort de la base de données européenne d’occupation biophysique des sols Corine Land Cover (CLC), est marquée par l'importance des forêts et milieux semi-naturels (68,2 % en 2018), une proportion identique à celle de 1990 (68,2 %). La répartition détaillée en 2018 est la suivante : 
forêts (50,4 %), zones agricoles hétérogènes (28,4 %), milieux à végétation arbustive et/ou herbacée (17,9 %), zones urbanisées (3,4 %). L'évolution de l’occupation des sols de la commune et de ses infrastructures peut être observée sur les différentes représentations cartographiques du territoire : la carte de Cassini (XVIIIe siècle), la carte d'état-major (1820-1866) et les cartes ou photos aériennes de l'IGN pour la période actuelle (1950 à aujourd'hui).

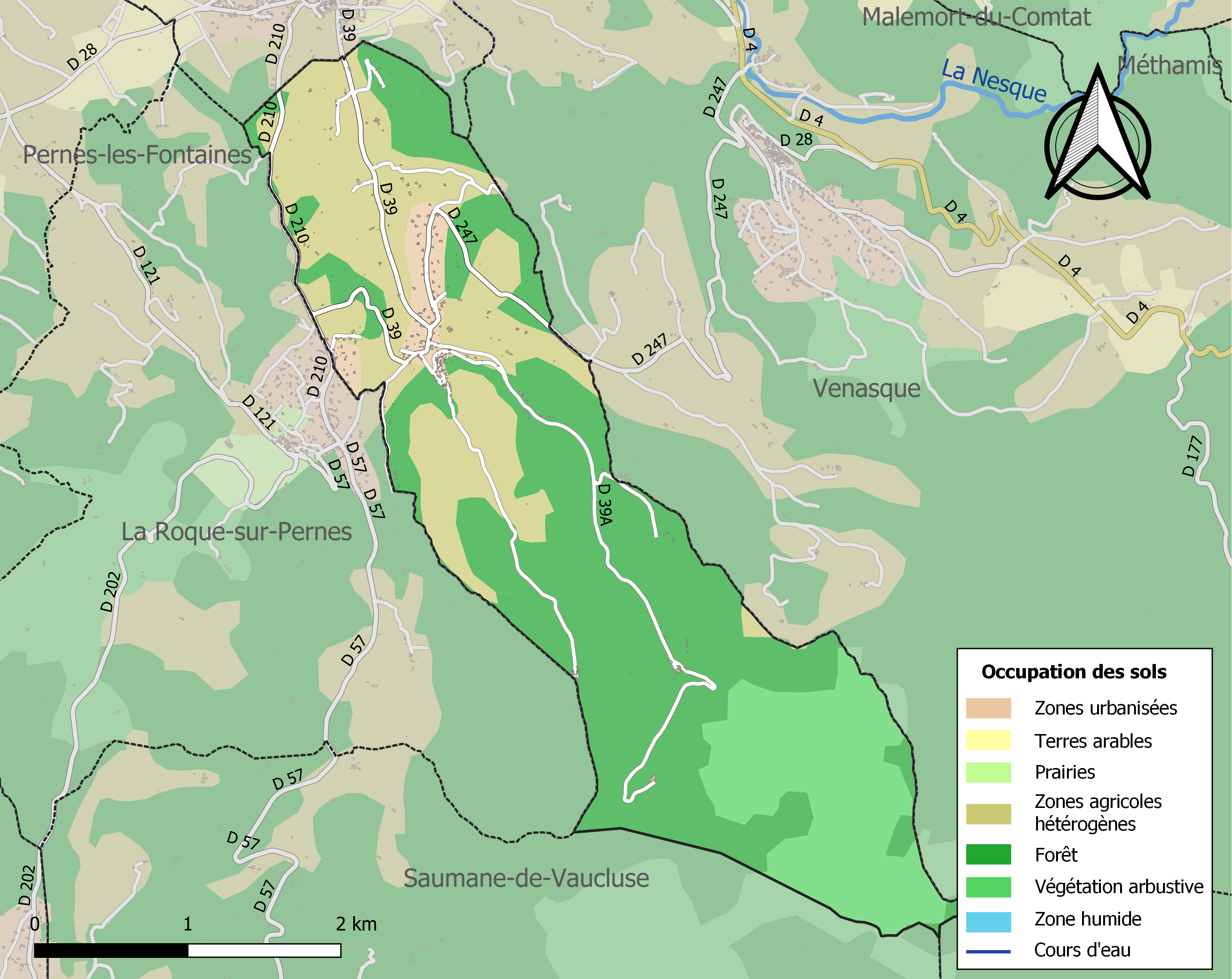
Carte des infrastructures et de l'occupation des sols de la commune en 2018 (CLC).

## Politique et administration
| Période                                  | Période      | Identité      | Étiquette | Qualité                        |
| ---------------------------------------- | ------------ | ------------- | --------- | ------------------------------ |
| mars 1982                                | février 2013 | Roger Bouvier | PRG       | Conseiller régional, boulanger |
| mars 2013                                | janvier 2014 | Michèle Morel |           |                                |
| mars 2014                                | En cours     | François Ille | SE        | Artisan                        |
| Les données manquantes sont à compléter. |              |               |           |                                |

## Démographie
L'évolution du nombre d'habitants est connue à travers les recensements de la population effectués dans la commune depuis 1793. Pour les communes de moins de 10 000 habitants, une enquête de recensement portant sur toute la population est réalisée tous les cinq ans, les populations de référence des années intermédiaires étant quant à elles estimées par interpolation ou extrapolation. Pour la commune, le premier recensement exhaustif entrant dans le cadre du nouveau dispositif a été réalisé en 2007.

En 2022, la commune comptait 381 habitants, en évolution de +9,8 % par rapport à 2016 (Vaucluse : +1,73 %, France hors Mayotte : +2,11 %).
| 1793 | 1800 | 1806 | 1821 | 1831 | 1836 | 1841 | 1846 | 1851 |
| ---- | ---- | ---- | ---- | ---- | ---- | ---- | ---- | ---- |
| 295  | 261  | 312  | 305  | 322  | 374  | 348  | 298  | 306  |

| 1856 | 1861 | 1866 | 1872 | 1876 | 1881 | 1886 | 1891 | 1896 |
| ---- | ---- | ---- | ---- | ---- | ---- | ---- | ---- | ---- |
| 324  | 322  | 325  | 300  | 264  | 241  | 221  | 196  | 171  |

| 1901 | 1906 | 1911 | 1921 | 1926 | 1931 | 1936 | 1946 | 1954 |
| ---- | ---- | ---- | ---- | ---- | ---- | ---- | ---- | ---- |
| 162  | 156  | 134  | 109  | 107  | 85   | 83   | 93   | 84   |

| 1962 | 1968 | 1975 | 1982 | 1990 | 1999 | 2006 | 2007 | 2012 |
| ---- | ---- | ---- | ---- | ---- | ---- | ---- | ---- | ---- |
| 82   | 84   | 103  | 187  | 280  | 352  | 362  | 363  | 337  |

| 2017 | 2022 | - | - | - | - | - | - | - |
| ---- | ---- | - | - | - | - | - | - | - |
| 351  | 381  | - | - | - | - | - | - | - |

## Économie

### Agriculture
L'agriculture est, pour la vigne, principalement localisée sur la partie nord de la commune, entre la commune de Saint-Didier et le village du Beaucet. Ces vignes permettent la production de vins en AOC côtes-du-ventoux. L'autre grande culture, celle de l'olivier, est beaucoup plus répartie sur la commune. Le Beaucet fait également partie de l'aire d’appellation de la cerise des coteaux de Vaucluse.

### Artisanat
- Artisanat d'art : faïences, fabrique de santons, poteries, tissage, sculpture sur bois, pierre sèche.
- Artisanat culinaire : la boulangerie-pâtisserie, autrefois tenue par le maire du village, proposait un pain de qualité très apprécié dans la région. Elle n'existe plus aujourd'hui[20]. Fabrique artisanale de fromage de chèvre au Fraichamps.

### Tourisme
On trouve sur la commune : un petit bistrot-restaurant  tenu par Fred Corda , des locations saisonnières et plusieurs chambres d'hôtes.

## Vie pratique

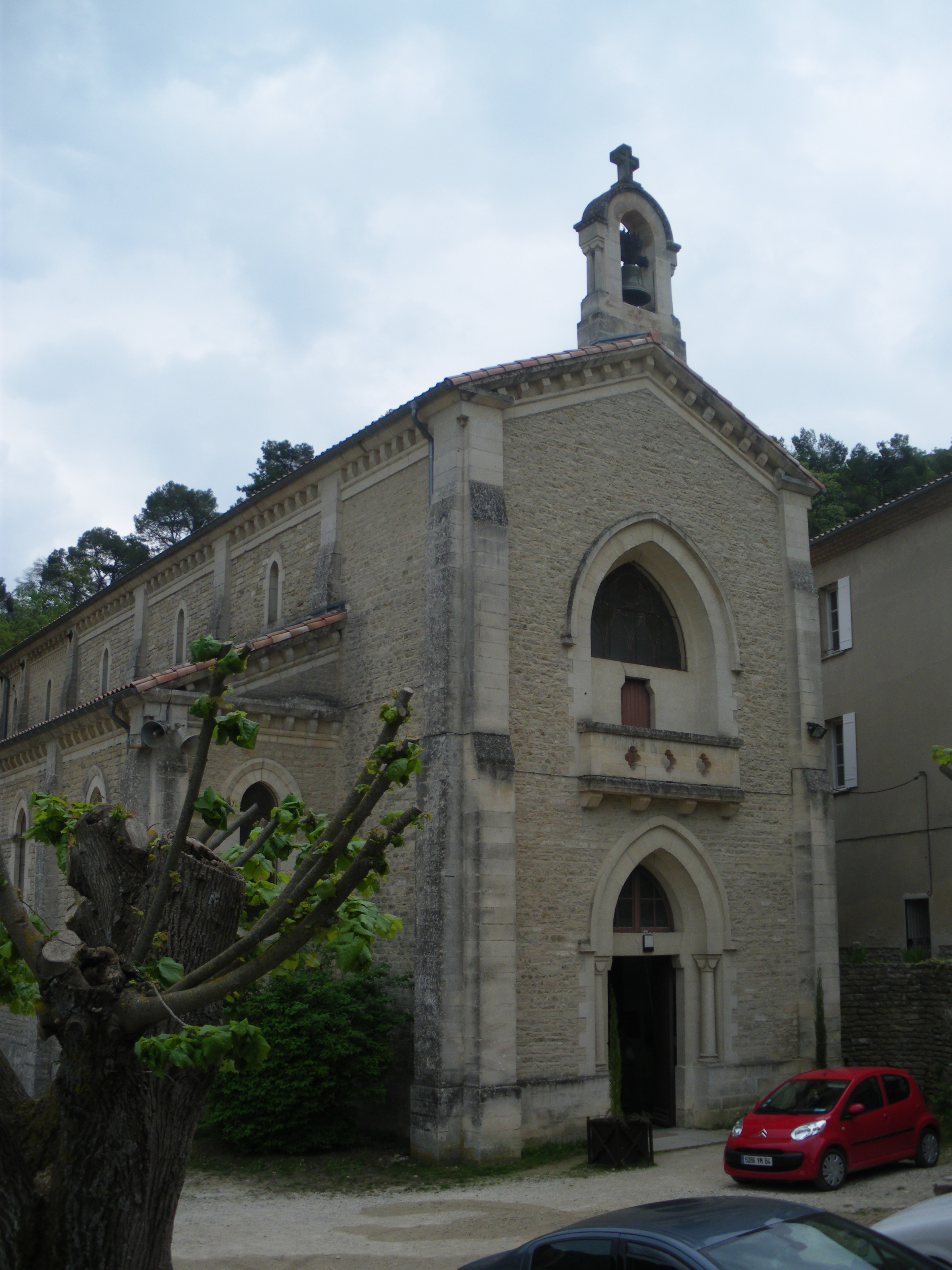
Ermitage Saint-Gens, en 2010.

- Tous les 16 mai a lieu un pèlerinage à saint Gens, entre Monteux et l'ermitage du Beaucet, l'un des plus importants pèlerinages de Provence. Cette manifestation a gardé son caractère traditionnel et folklorique. Le samedi, des jeunes gens en costumes d'époque portent la statue de saint Gens et la bannière jusqu'à l'ermitage. Dans la soirée du samedi et la matinée du dimanche, des cérémonies religieuses ont lieu. Le Christ, porté également par des jeunes gens en tenues d'époque, part de Monteux vers l'ermitage à six heures du matin. Quand ces cérémonies sont terminées, le cortège des pèlerins, formé de personnes à pied et de charrettes (appelées jardinières), repart vers Monteux. À l'arrivée du saint, des bombes éclatent et les cloches sonnent. Une bénédiction a lieu dans la chapelle consacrée au saint et la fête se termine à l'église Notre-Dame-de-Nazareth par une allocution en provençal.
- Le premier week-end suivant le 14 juillet donne lieu à la fête votive et à un apéritif, offert à l'ensemble des habitants du village pour marquer le début de l'été.
- Au début du mois d'août a lieu un traditionnel diner de soupe au pistou sur la place du village.
- Tous les 2 août, un hommage est rendu aux fusillés de Barbarenque devant le monument aux morts à l'entrée du village.

### Sport et loisirs
Possibilité de faire plusieurs randonnées pédestres sur la commune (sentier de grande randonnée à proximité), des promenades à vélo, de la chasse (durant la saison légale), des balades à dos d'âne.
Merci de respecter la nature et de laisser les sites naturels propres.

### Écologie et recyclage
La collecte et traitement des déchets des ménages et déchets assimilés et la protection et mise en valeur de l'environnement se font dans le cadre de la communauté d'agglomération Ventoux-Comtat Venaissin.

## Lieux et monuments
Au Beaucet :

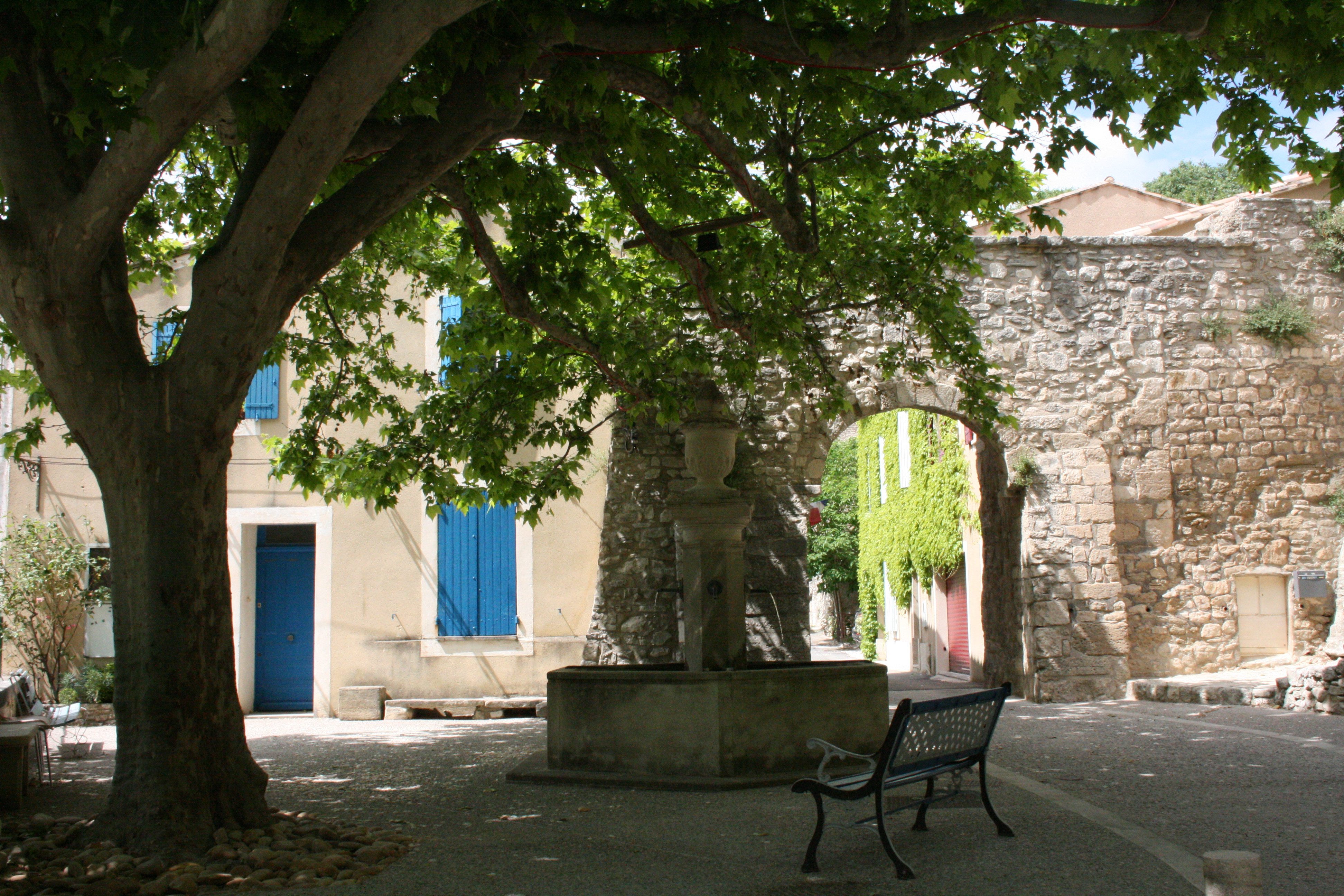
La place Castel-Loup et la porte du village côté sud.

- Les ruines du château du Beaucet XIe siècle et XIIe siècle au sommet du village.
- L'église Saint-Étienne du XIIe siècle restaurée pour partie.
- Église Saint-Sébastien de Beaumes-de-Venise.
- Église de l'Annonciation de Beaumettes.
- Les deux portes (XIVe siècle) des anciennes fortifications aux entrées nord et sud du village.
- Le lavoir et le trompe-l'œil, place Castel-Loup.
- Le rempart et la maison du guetteur, porte Nord - Lou Barri.
- La statue de saint Gens.

Sur le ban de la commune :
- Les cabanes en pierre sèche, ou bories.
- Saint Gens, lieu de pèlerinage contenant les reliques de saint Gens.
- La croix de l'esprit (638 mètres) au sud.

## Le Beaucet dans les arts

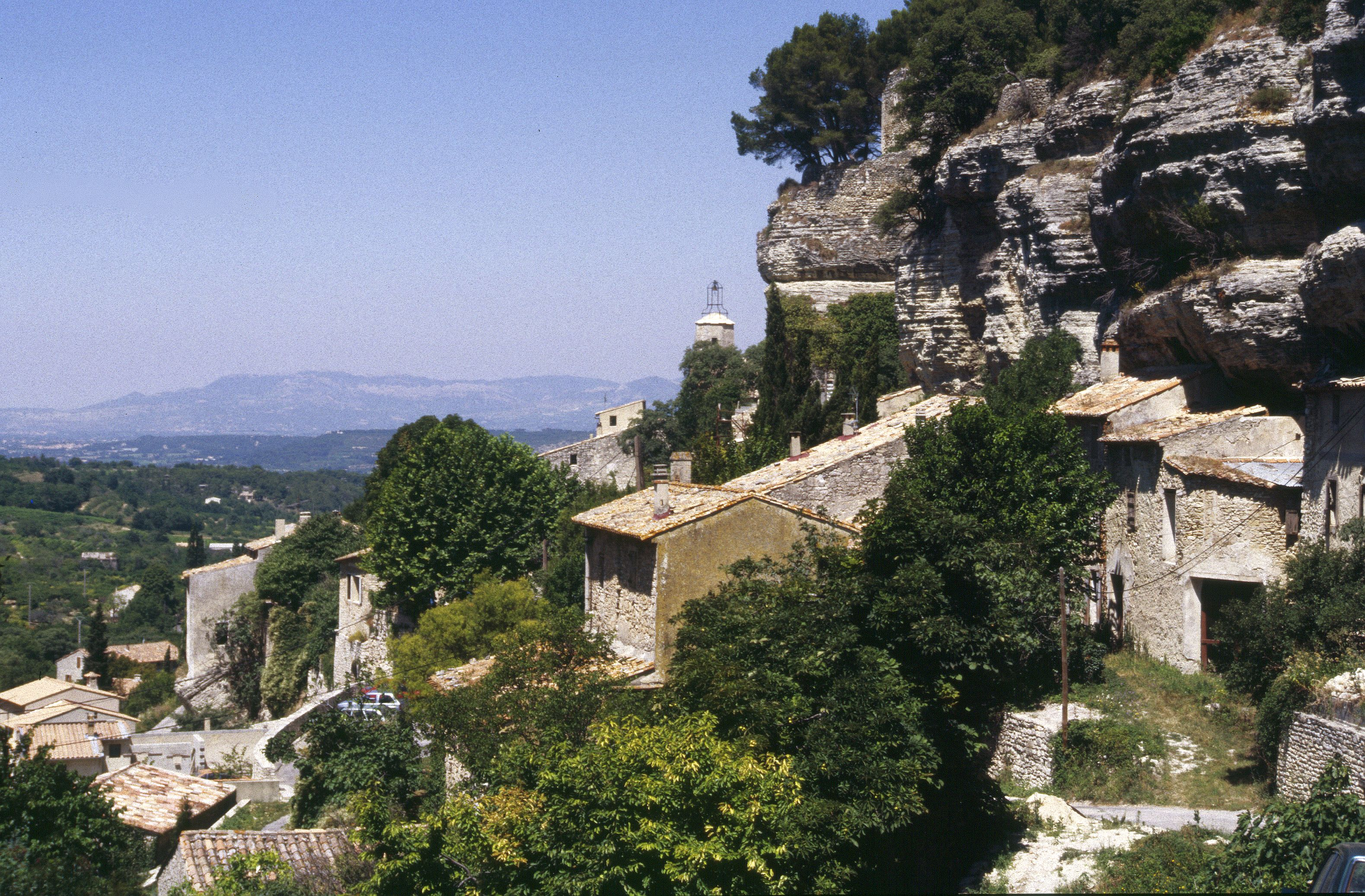
Le Beaucet et sa vue sur la vallée.

### Télévision
- Des épisodes de la série Les Brigades du Tigre ont été tournés dans le village du Beaucet[22].
- L'émission de télévision Des racines et des ailes[23], diffusée sur France 3 le 10 juin 2009, a suivi le maire Roger Bouvier dans son activité des chantiers de la pierre sèche. L'émission a été tournée en partie dans le village.

## Personnalités liées à la commune
- Saint Gens (†1127), ermite, saint de l'église catholique.
- Curd Jurgens (1915-1982), acteur autrichien [réf. souhaitée].
- Matthieu Galey, écrivain qui collabora avec Maurice Druon à l'écriture des Rois Maudits [réf. souhaitée].
- François Mitterrand avait l'habitude de s'y promener lorsqu'il habitait à Gordes, à quelques kilomètres du village [réf. souhaitée].
- Delphine Rollin, comédienne, y a passé son enfance[22].